# 1995 في المجر
فيما يلي قوائم الأحداث التي وقعت خلال عام 1995 في المجر.

## رياضة
- 13 أغسطس – جائزة المجر الكبرى 1995 الفائز دامون هيل.

## مواليد

### فبراير
- 9 فبراير – بينس بانهيدي لاعب كرة يد مجري.

### يونيو
- 17 يونيو – آدم ناغي لاعب كرة قدم مجري.

### سبتمبر
- 3 سبتمبر – دورينا كورسوس لاعبة كرة يد مجرية.
- 5 سبتمبر – سزابينا سزلافيكوفيكس لاعبة كرة مضرب مجرية.

### أكتوبر
- 4 أكتوبر – بيتر هورنياك لاعب كرة يد مجري.
- 31 أكتوبر – فيكتوريا لوكاش لاعبة كرة يد مجرية.

### نوفمبر
- 17 نوفمبر – لوكا دومبي لاعبة كرة يد مجرية.

## وفيات

### يناير
- 1 يناير – ستيفن بيكاسي (مواليد 1907) ممثل مجري.
- 1 يناير – يوجين ويغنر (مواليد 1902)

### أبريل
- 11 أبريل – آني فيشر (مواليد 1914)

### يوليو
- 4 يوليو – إيفا غابور (مواليد 1919)
- 8 يوليو – بال كوفاتش (مواليد 1912) مسايف مجري.